# Bill Ward (dessinateur)
Pour les articles homonymes, voir Bill Ward et Ward.
William Hess Ward,  né le 6 mars 1919 et décédé le 17 novembre 1998, connu sous le nom de Bill Ward, était un dessinateur (cartooniste) américain, réputé comme illustrateur, dessinateur de good girl art (en) et de pin-up. Il doit notamment sa renommée en tant que créateur du personnage de comics suggestif Torchy (en).